# Маковське
Маковське (пол. Makowskie) — село в Польщі, у гміні Єдвабне Ломжинського повіту Підляського воєводства.
Населення — 95 осіб (2011).
У 1975-1998 роках село належало до Ломжинського воєводства.

## Демографія
Демографічна структура станом на 31 березня 2011 року:
|          | Загалом | Допрацездатний вік | Працездатний вік | Постпрацездатний вік |
| -------- | ------- | ------------------ | ---------------- | -------------------- |
| Чоловіки | 45      | 11                 | 28               | 6                    |
| Жінки    | 50      | 15                 | 26               | 9                    |
| Разом    | 95      | 26                 | 54               | 15                   |